# Max Dvořák
Max Dvořák (Roudnice nad Labem, 4 giugno 1874 – Hrušovany nad Jevišovkou, 8 febbraio 1921) è stato uno storico dell'arte ceco.
Apparteneva alla Scuola viennese di storia dell'arte, insieme ad Alois Riegl e al maestro Franz Wickhoff.
Maurizio Calvesi, che diffuse la sua conoscenza in Italia, lo definì "uno dei padri della moderna storia dell'arte".